# Blood: The Last Vampire
Blood: The Last Vampire (яп. ブラッド ザ ラスト ヴァンパイア Бураддо Дза Расуто Вампайа) (2000) — аниме-фильм, снятый студией Production I.G при поддержке SPE Visual Works, а также манга. Фильм отличается наличием в нём двумерных и трёхмерных компонентов и рекламировался как «первое японское полностью цифровое анимационное произведение». Джеймс Кэмерон назвал его «будущим цифровой анимации».
Фильм изначально планировался для выпуска на мировом рынке, поэтому звуковая дорожка была записана сразу на японском и английском языках, части на другом языке сопровождались соответствующими субтитрами. Варианта озвучивания полностью на японском или полностью на английском не существует.
Аниме создавалось как часть новой большой франшизы, поэтому сразу сопровождалось выходом манги, видеоигры и повести. В то же время информации о мире, в котором разворачиваются события, в нём было меньше всего. На основе фильма был также выпущен аниме-сериал «Кровь+» и игровое кино «Последний вампир» режиссёра Криса Наона.

## Сюжет
1966 год. Действие происходит на американской военной авиабазе Ёкота в Японии, во время Вьетнамской войны. Главная героиня — девушка по имени Сая, которая работает на некое секретное агентство правительства Соединённых Штатов, уничтожая демонов-вампиров с помощью катаны.
Агенту Дэвиду становится известно о троих демонах, осевших в районе авиабазы Ёкота, и он внедряет Саю в школу для детей работников базы под видом новой ученицы с заданием найти и уничтожить демонов. В школе Сая знакомится с медсестрой Макихо. Позже две одноклассницы Саи заходят в кабинет Макихо, куда внезапно врывается Сая. Она убивает одну и ранит другую одноклассницу, однако ломает свой меч. Обе девочки были вампирами.
На вечеринке в честь Хэллоуина переодетая в маскарадный костюм Макихо становится свидетельницей трансформации Шерон, после чего Сая спасает медсестру, они укрываются в гараже; вампиры блокируют их внутри. Дэвид приносит Сае новый меч, она убивает им Шерон. Другой вампир пытается скрыться, но Сая смертельно ранит его. Пока вампир умирает, Сая позволяет ему выпить немного своей крови. Коллега Дэвида забирает Макихо до приезда полиции.
После окончания действия полиция допрашивает Макихо, однако все улики тщательно спрятаны, а Дэвид и Сая исчезли. Полицейский просит Макихо опознать Саю по фотографии 1892 года, на которой написано «Вампир». Макихо сообщает зрителям, что так и не смогла узнать всей правды.

## Blood: The Last Vampire 2002
Манга Бэнкё Тамаоки, являющаяся сиквелом фильма. Действие разворачивается в 2002 году. Сая продолжает охоту за главарём хироптеранов, оказавшимся близнецом Саи, используя как наживку её любовницу — обычную девушку Акико.
В манге объясняется происхождение хироптеранов и о роли в этих событиях правительства США. По манге на фотографии в конце фильма была изображена девочка — истинный вампир, послуживший материалом для создания оружия против хироптеранов. Сая же — искусственный вампир, не способный пить кровь.

## Blood: The Last Vampire: трилогия
Роман Мамору Осии был полностью опубликован Kadokawa Shoten в 2002 году. Лицензирован в США в 2005 году компанией Dark Horse Comics. Действие разворачивается летом 1969 года, в эпоху студенческого движения. После убийства в тёмном переулке происходят странные события. Свидетелем становится ученик средней школы.
Два романа написал Дзюнъити Фудзисаку, режиссёр «Кровь+». Первый вышел в 2001 году от того же издательства. Второй появился в 2005 году и рассказывал о событиях 1931 года в Шанхае, где шли антияпонские выступления.

## Роли озвучивали
| Актёр             | Роль                   |
| ----------------- | ---------------------- |
| Юки Кудо          | Сая                    |
| Дэйв Маллоу       | Тэд, ведущий           |
| Фумико Осака      | дрэг-квин              |
| Джо Ромерса       | Дэвид                  |
| Ребекка Форстадт  | Шэрон                  |
| Стивен Блум       | военный полицейский #2 |
| Том Фан           | учитель                |
| Ватару Хосино     | дрэг-квин              |
| Кацухиро Китагава | бармен                 |
| Кэнъити Оно       | проводник              |
| Мицуо Сэнда       | офицер                 |
| Пол Карр          | директор школы         |
| Стюарт Робинсон   | Луис                   |
| Фитц Хьюстон      | военный полицейский #1 |
| Саеми Накамура    | медсестра Макихо       |

## Награды
- Международный кинофестиваль Fantasia в Монреале 2000 — приз зрительских симпатий за лучший азиатский художественный фильм[18][19]
- Japan Media Arts Festival 2000 — гран-при за анимацию[20]
- Приз имени Нобуро Офудзи 2000[21]
- The 6th Animation Kobe 2001 — индивидуальная награда режиссёру Хироюки Китакубо

## Музыка
| №   | Название                 | Длительность |
| --- | ------------------------ | ------------ |
| 1.  | «Overture»               | 3:47         |
| 2.  | «Inception»              | 2:05         |
| 3.  | «A Meaningless Corpse»   | 2:19         |
| 4.  | «Clouds»                 | 0:57         |
| 5.  | «Points and Lines»       | 1:16         |
| 6.  | «Foreboding»             | 0:28         |
| 7.  | «Scar»                   | 1:26         |
| 8.  | «Let's Dance»            | 2:33         |
| 9.  | «Fangs»                  | 0:33         |
| 10. | «A Muddy Stream»         | 0:58         |
| 11. | «The Third Fugitive»     | 1:44         |
| 12. | «Rose Room»              | 2:49         |
| 13. | «Scrambling»             | 1:04         |
| 14. | «Gelatinous»             | 1:42         |
| 15. | «Tragic»                 | 1:28         |
| 16. | «Blade»                  | 6:23         |
| 17. | «Death and Resurrection» | 1:33         |
| 18. | «Ending»                 | 4:33         |

Музыка и оркестровка: Ёсихиро Икэ (кроме 8 и 12), дирижёр: Моррис Репасс, концертмейстер: Асса Дорри, саунд-продюсер: Кэйити Момосэ, запись и сведение: Алан Мейерсон, мастеринг: Мицукадзу Танака, инженер записи: Тадахару Сато. Запись произведена на Cello Studio и West Side Studio, сведение на Media Ventures Studio, мастеринг на Sony Music Shinanomachi Studio.
Композиции «Let’s Dance» и «Rose Room» исполняет The Big Brothers Big Band, запись и сведение: Энди Ватерман, The Bakerely Studio. «Let’s Dance» написана в 1935 году, музыка и слова: Фанни Балдридж, Грегори Стоун и Джозеф Боним.
Существует также американское издание от Geneon Entertainment на 16 треков. Отличие заключается в том, что из него исключены «Let’s Dance» и «Rose Room».

## Выпуск на видео
Аниме впервые вышло на DVD в 2001 году от Manga Entertainment. Формат был 1,85:1 (анаморфированный), а звук Dolby Digital 5.1 и Dolby Surround. Цифровая анимация потрясающая, без дефектов. Цвета приглушены из-за тёмных тонов, уровень чёрного высокий. Именно здесь представлена вызвавшая много вопросов у покупателей и рецензентов комбинированная звуковая дорожка на английском и японском языках. Периодически включались субтитры. Выигрывает трек 5.1, так как в нём больше направленности и объёма. Дополнительные материалы включали фильм о создании Blood: The Last Vampire на 20 минут, интервью с производственной командой, оригинальный японский тизер, фотогалерею, трейлеры и каталог издателя, ссылки на сайты и несколько рекламных роликов.
Издание на Blu-ray появилось в 2009 году от той же компании. Соотношение было также 1,85:1, но это уже Full HD, сжатое в H.264. Звук продвинулся вперёд — DTS-HD Master Audio 5.1 и LPCM 2.0. На диске представлены две версии фильма. Первая взята непосредственно из источника — телекинопроектора, для кинематографического ощущения. Освещение и цвет с широким диапазоном, на что приятно смотреть. Линии остаются гладкими и чёткими, в то время как изображение демонстрирует естественную зернистость, которая подходит для тех, кто был в кинотеатре. Есть несколько случаев слабой окраски, ореолов по краям и слегка неясного расположения. Вторая версия — цифровая, менее кинематографичная: нет зерна и дефектов, недостаточно резкости, цвета более яркие, детали в рендеринге выглядят компактнее. Недостаток заключается в неустранимом алиасинге, но это заметно лишь при пристальном внимании. Звук широко использует низкочастотный канал. Неотключаемые английские субтитры появляются только во время японских фрагментов. Дополнительные материалы не отличались от DVD.

## Критика
Metacritic дал 44 балла из 100 на основании 6 обзоров. На Rotten Tomatoes рейтинг составляет 50 % с учётом 18 мнений критиков.  Журнал Paste присудил 65 позицию в списке 100 лучших аниме-фильмов. Борис Иванов из редакции сайта Hi-Fi.ru поместил Blood: The Last Vampire на 99 позицию среди 100 лучших аниме за всю историю кино.
Фильм часто подвергали критике за малую продолжительность (48 минут), и, как результат, недостаточную проработку персонажей. Многие также жаловались, что упаковка DVD-версии вводит в заблуждение заявлением о продолжительности программы в 83 минуты, тогда как на самом деле 35 из них относятся к бонусным материалам.
Джонатан Клементс и Хелен Маккарти в энциклопедии указали, что сочетание сюжета Devil Hunter Yohko с альтернативным прошлым, похожим на Jin-Roh, в США расценивается как японский клон «Баффи — истребительницы вампиров». Тем не менее, фильм имеет потрясающую анимацию. Однако он не является полнометражным, хотя студия обещала завершить историю мангой и игрой — подозрительный признак внутренних проблем и возможность навсегда оставить выпуск безрезультатным, почти как Armitage III. Впечатляющий боевик, но ему не хватает цельности. Можно сравнить это с фильмом «Ковбой Бибоп», финал которого также происходит во время парада на Хэллоуин. Релиз оскорбляет зрителей и выглядит урезанным наподобие Metalskin Panic Madox-01 и «Пластиковая Малышка». Мамору Осии открыто признал, что всё начиналось как смесь из непродуманных идей: современная девушка-вампир, охотившаяся на демонов на авиабазе и немного псевдополитики. Сериал «Кровь+» позволил сюжету развиваться более последовательно. Франшиза также получила ремейк в стиле «Фредди против Джейсона».
Стивен Холден написал в The New York Times, что Blood: The Last Vampire гораздо эффективнее вызывает параноидальное настроение, чем рассказывает последовательный сюжет, а отрывки боевиков — одни из самых слабых частей. Он был предназначен для культового статуса и занимался фетишизмом своего мастерства. В то же время стиль имеет тенденцию превращать людей в машины. Некоторые из персонажей наиболее детализированы в анимации, не стремящейся к фотореализму. В пресс-релизе один американский режиссёр сравнивал их с фигурами на картинах Фрэнсиса Бэкона. Поскольку история происходит на Хэллоуин, различие между людьми и вампирами становится более сомнительным. Для непосвящённого кинокритика самое интересное — цифровой визуальный язык, который определяется скорее технологией, чем содержанием. Роман Осии, фильм и видеоигра являются загадочными и неубедительными. По словам создателя, Сая — не обычная героиня, а злая одиночка, которая ненавидит людей так же, как монстров. Если такой мир глубоко мрачен, некоторые захотят раствориться в нём. The Village Voice также указывает на влияние «Чужого» и теории заговора «Секретных материалов». В то время как компьютерная графика привлекает внимание, ориентированная на подростков сюжетная линия делает любые нововведения спорными.
Animefringe отметил красивую анимацию, однако назвал фильм позором, растратившим свой потенциал. Бесполезно читать описание сюжета о «нервных американских военных на войне во Вьетнаме», «вампирах в хорошо охраняемом комплексе» или «команде сверхсекретных агентов». Нет развития персонажей, повествования и логики. Некоторые вещи проясняются только после второго просмотра. Production I.G. — не Дэвид Линч, они не делают манифестов. Им следовало переоценить себя и рассказать более простую историю, чем вставлять отрывки. Джеймс Кэмерон слегка преувеличивал, когда говорил, что «мир станет рассматривать эту работу как стандарт цифровой анимации высшего качества». Обманчивая реклама DVD являлась недобросовестностью издателя Manga Entertainment.
THEM Anime назвал это японским вкладом в популярный жанр боевиков о вампирах, наряду с американскими «Блейд» и «От заката до рассвета». Рецензент выделил плавную анимацию, хорошо поставленные боевые сцены, искусно прорисованные эффекты компьютерной графики и тёмную задумчивую атмосферу. К счастью, аниме не страдает от «синдрома сжатия „Акиры“», где более 800 страниц манги втиснуты в два с половиной часа. Самым выдающимся персонажем является Сая, в мрачном готическом стиле изображающая хладнокровного целеустремлённого наемника. Уязвимым местом стало японское и английское озвучивание, которые нельзя поменять на звуковых дорожках. Несмотря на сведения на обложке DVD, что создатели «Призрака в доспехах» ответственны за этот фильм, Мамору Осии не занимался производством. Сценарий, анимация и режиссура были сделаны другими людьми. Рекомендуется смотревшим «Хеллсинг» и «Ди: Жажда крови».
Фильм вышел в то время, когда компьютерная графика только начинала проникать в аниме-индустрию. 48-минутный выпуск стал примером того, на что способна произведшая его студия Production I.G. Сюжет так и не рассказал о прошлом героини, даже организация, на которую она работает, осталась безымянной, или происхождении хироптеранов, сделав фильм скорее тизером для последующей работы, которой стал аниме-сериал «Кровь+».
Визуальный стиль произведения представляет собой сочетание рисованных персонажей и почти фотографических фонов. Для создания реалистичного освещения использовались компьютерные фильтры. Из-за того, что практически все события происходят в течение одной ночи, палитра красок ограничена и яркое утро на последних минутах шокирующе контрастирует с остальным произведением, также как неожиданно возникающие цвета в стране Оз после черно-белого Канзаса в «Волшебнике страны Оз». Опыт режиссёра Хироюки Китакубо в таких работах как Black Magic M-66 позволяет ему поставить быстротекущие экшеновые сцены, в которых зритель успевает следить за происходящим.